# Ключ 184
Ключ 184 (иер. 食) со значением «еда», 184 по порядку из 214 традиционного списка иероглифических ключей, используемых при написании иероглифов. Записывается 9 штрихами.
В словаре Канси под этим ключом содержится 403 иероглифа (из 49 030).

Вид ключа в Цзягувэнь
Вид ключа в Цзиньвэнь
Вид ключа в большой печати Чжуаньшу
Вид ключа в малой печати Чжуаньшу

## Примеры иероглифов
| Доп. черты | Традиционные                                                         | Упрощенные              |
| ---------- | -------------------------------------------------------------------- | ----------------------- |
| 0          | 食 飠                                                                | 饣                      |
| 2          | 䬢 飡 飢 飣 飤                                                       | 饤 饥                   |
| 3          | 䬣 䬤 䬥 飥 飦 飧 飨                                                 | 饦 饧                   |
| 4          | 䬦 䬧 䬨 䬩 䬪 飩 飪 飫 飬 飭 飮 飯 飰 飱 飲                         | 饨 饩 饪 饫 饬 饭 饮 飯 |
| 5          | 䬫 䬬 䬭 䬮 䬯 䬰 䬱 䬲 䬳 䬴 飳 飴 飵 飶 飷 飸 飹 飻 飼 飽 飾 飿    | 饯 饰 饱 饲 饳 饴 飼    |
| 6          | 䬵 䬶 䬷 䬸 䬹 䬺 䬻 飺 餀 餁 餂 餃 餄 餆 餇 餈 餉 養 餋 餌 餍 餎 餏 | 饵 饶 饷 饸 饹 饺 饻 饼 |
| 7          | 䬼 䬽 䬾 䬿 䭀 䭁 䭂 餐 餑 餒 餓 餔 餕 餖 餗 餘 餙 餝                | 饽 饾 饿 馀 馁 馂       |
| 8          | 䭃 䭄 䭅 䭆 䭇 餅 餚 餛 餜 餞 餟 餠 餡 餢 餣 餤 餥 餦 餧 館 餩 館    | 馃 馄 馅 馆             |
| 9          | 䭈 䭉 䭊 䭋 䭌 䭍 䭎 䭏 餪 餫 餬 餭 餮 餯 餰 餱 餲 餳 餴 餵 餷       | 馇 馈 馊 馋             |
| 10         | 䭐 䭑 䭒 䭓 䭔 餶 餸 餹 餺 餻 餼 餽 餾 餿 饀 饁 饂 饃                | 馉 馌 馍 馎 馏 馐       |
| 11         | 䭕 䭖 䭗 饄 饅 饆 饇 饈 饉                                           | 馑 馒                   |
| 12         | 䭘 䭙 䭚 䭛 䭜 䭪 饊 饋 饌 饍 饎 饏 饐 饑 饒 饓                      | 馓 馔                   |
| 13         | 䭝 䭞 䭟 䭠 饔 饕 饖 饗 饘 饙                                        |                         |
| 14         | 䉵 䭡 䭢 䭣 䭤 饚 饛 饜                                              |                         |
| 15         | 䭥                                                                   |                         |
| 16         | 饝                                                                   |                         |
| 17         | 䭦 䭧 饞 饟                                                          |                         |
| 18         | 䭨                                                                   |                         |
| 19         | 䭩 饠 饡                                                             |                         |
| 22         | 饢                                                                   | 馕                      |

- Примечание: Ваш браузер может отображать иероглифы неправильно.